# Баасизм

Прапор Арабської соціалістичної партії Баас

Баасизм (араб. البعثية, al-Baʿthīyah IPA: [albaʕˈθijja], від بعث baʿth IPA: [baʕθ], що означає "відродження") — це арабська націоналістична ідеологія, що виступає за створення єдиної арабської держави під керівництвом баасистської авангардної партії, що діє у межах революційно-соціалістичної моделі. Ідеологія офіційно ґрунтується на теоріях сирійських інтелектуалів Мішеля Афляка (у версії іракського крила партії Баас), Закі аль-Арсузі (у версії сирійського крила) та Салаха ад-Діна аль-Бітара. До відомих баасистських лідерів сучасності належать колишній президент Іраку Саддам Хусейн і колишні президенти Сирії Хафез аль-Асад та його син Башар аль-Асад.
Баасизм пропагує «просвітлення арабів» і відродження їхньої культури, цінностей і суспільства. Ідеологія також передбачає створення однопартійних держав і заперечує політичний плюралізм на невизначений період — теоретично партія Баас використовує невизначений час для формування «просвітленого» арабського суспільства. Баасизм ґрунтується на принципах арабського націоналізму, панарабізму та арабського соціалізму, що виражено у гаслі «Єдність, Свобода, Соціалізм» (араб. وَحْدَةٌ، حُرِّيَّةٌ، اِشْتِرَاكِيَّةٌ, Waḥda, Ḥurriyya, Ishtirākiyya).
Баасизм пропагує соціалістичну економічну політику, зокрема державну власність на природні ресурси, протекціонізм, розподіл земель селянам і планову економіку. Хоча теоретики баасизму черпали натхнення у західних соціалістів, вони відкидали марксистську концепцію класової боротьби, вважаючи, що вона шкодить єдності арабів. Баасисти стверджують, що соціалізм є єдиним шляхом для розвитку сучасного арабського суспільства та його об'єднання.
Дві баасистські держави, що існували — Ірак і Сирія — прагнули запобігти критиці своєї ідеології за допомогою авторитарного управління. Державною ідеологією Баасистської Сирії був необаасизм — ультраліве відгалуження баасизму, розвинене асадистським керівництвом сирійської партії Баас, яке суттєво відрізнялось від баасизму Афляка і Бітара. Тим часом Іракська партія Баас перебувала під впливом саддамізму, що мав більш праву політичну орієнтацію, і це врешті призвело до міжбаасистського конфлікту між двома баасистськими державами. Обидва баасистські режими впали. Іракський — внаслідок вторгнення очолюваної США коаліції до Іраку у 2003 році, а сирійський — внаслідок нового повстанського наступу в Сирії у 2024 році на тлі громадянської війни в Сирії.